# Efeito Debye-Falkenhagen
efeito Debye-Falkenhagen consiste na diminuição da resistência elétrica de um eletrólito quando aumenta a frequência da corrente elétrica que o atravessa. O fenômeno se deve à diminuição da atmosfera de íons que cerca um determinado íon e que influencia a sua mobilidade. Contudo, o efeito se caracteriza numa maior condutividade de uma solução de electrólito, onde a tensão aplicada atingiu uma frequência muito elevada.